# Kirche von Gothem

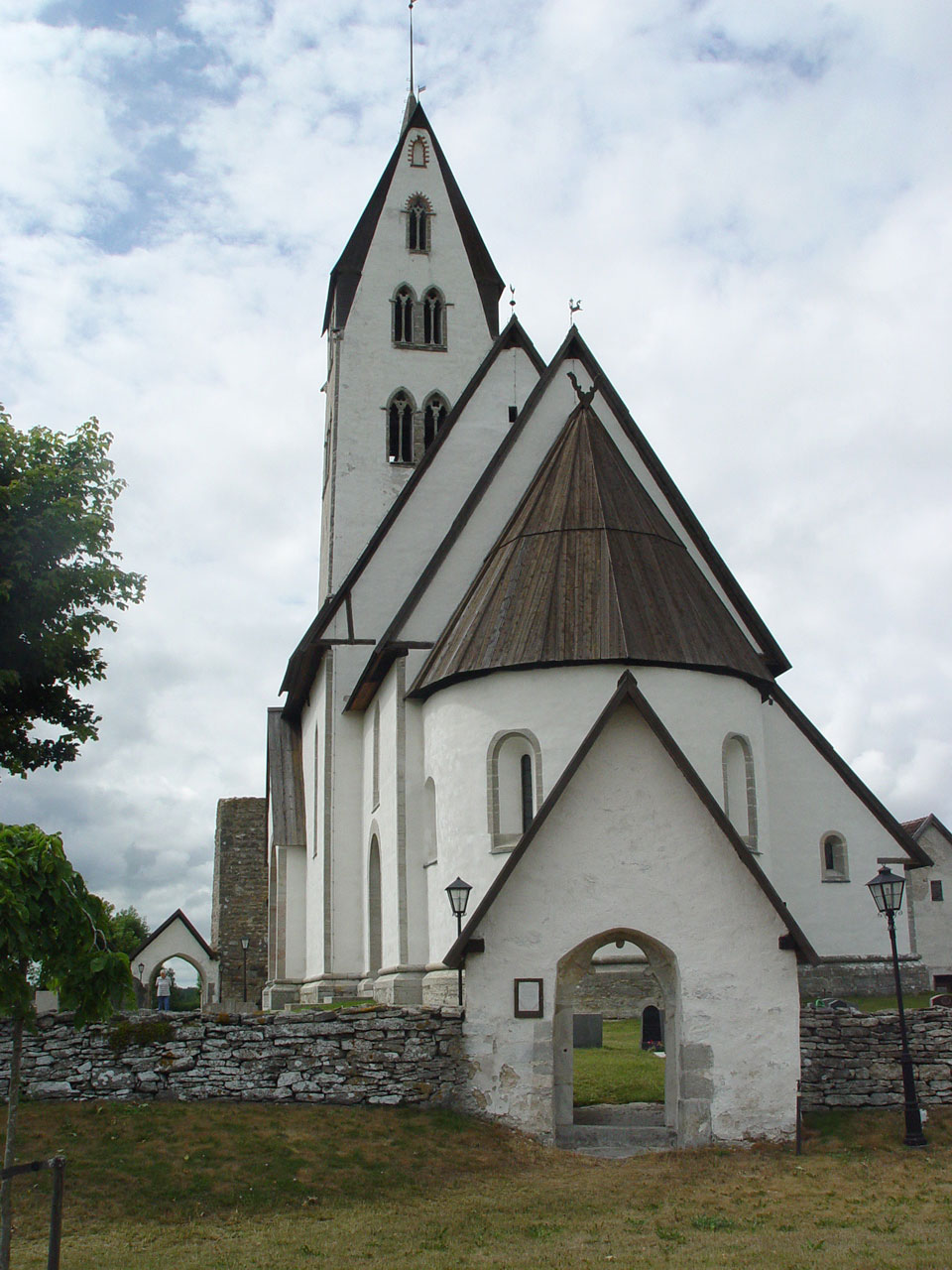
Kirche von Gothem von der Langhausseite mit einer der mittelalterlichen Kirchhofsmauern im Vordergrund

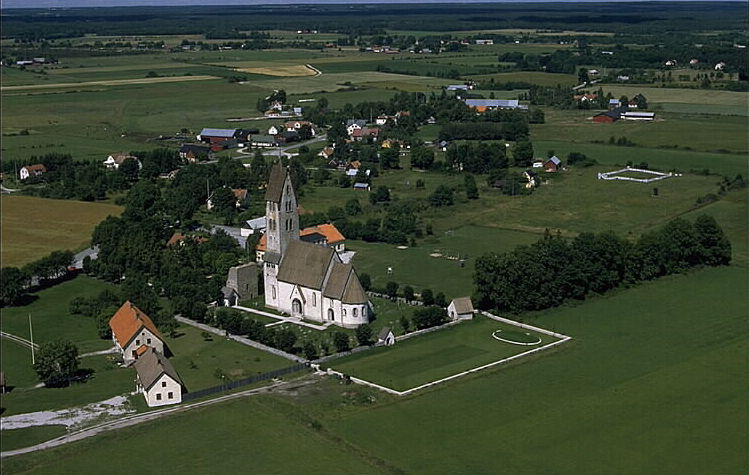
Kirche von Gothem

Die Kirche von Gothem (schwedisch Gothem kyrka) ist eine Landkirche, die zur Kirchengemeinde (schwed. församling) Gothem auf der schwedischen Insel Gotland gehört. Sie liegt 27 km östlich von Visby in der Nähe der Ostküste der Insel.

## Kirchengebäude
Die Kirche ist eine der stattlichsten Kirchen auf Gotland. Die ältesten Teile, der Chor mit der Apsis und der Sakristei, stammen vom Anfang des 13. Jahrhunderts. Der Turmbau wurde gegen Ende des 13. Jahrhunderts begonnen und Mitte des 14. Jahrhunderts durch den Steinmeister „Egypticus“ vollendet, der auch die Kirchtürme in Dalhem, Öja, Rone und Stänge geschaffen hat. Mitte des 20. Jahrhunderts wurde der Turm durch Blitzschlag zerstört und danach in geringfügig veränderter Gestalt und fünf Meter niedriger wieder aufgebaut.
Vor der Kirche befindet sich die Ruine eines Wehrturms aus dem späten 12. Jahrhundert. Benachbart steht das Portal des mittelalterlichen Pfarrhofes.

## Kirche von außen

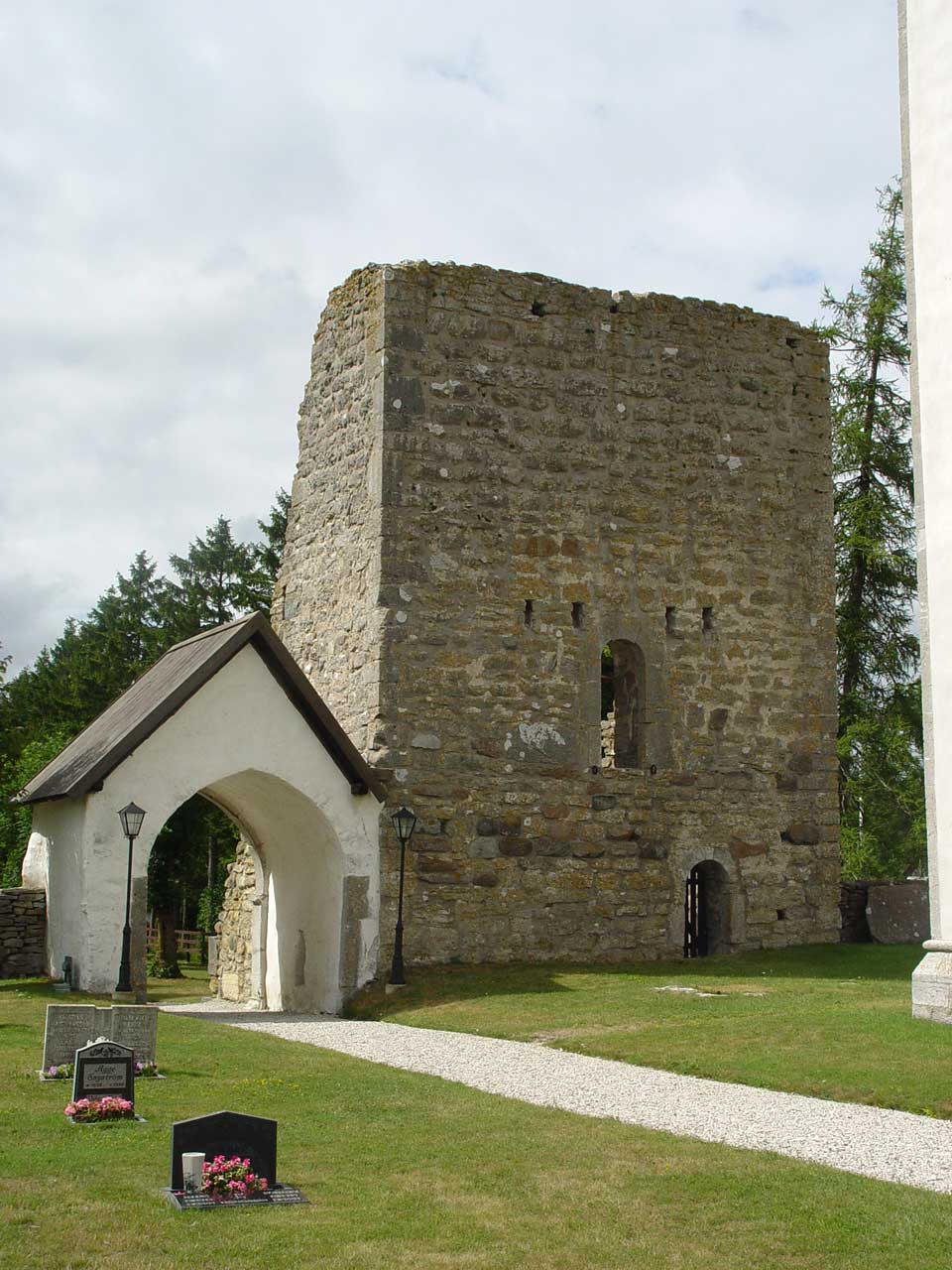
Wehrturm und Eingang auf der Turmseite
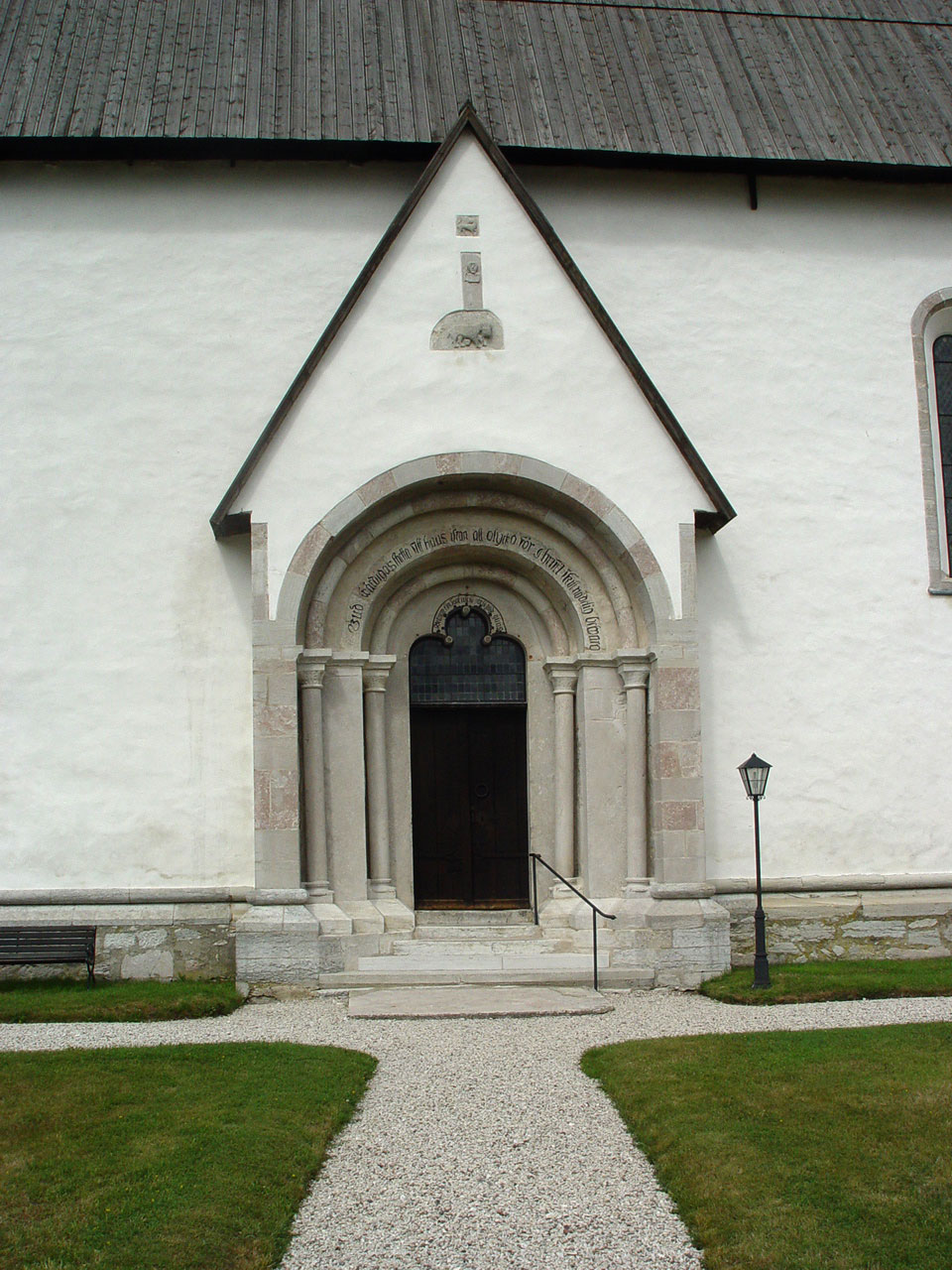
Seitenportal
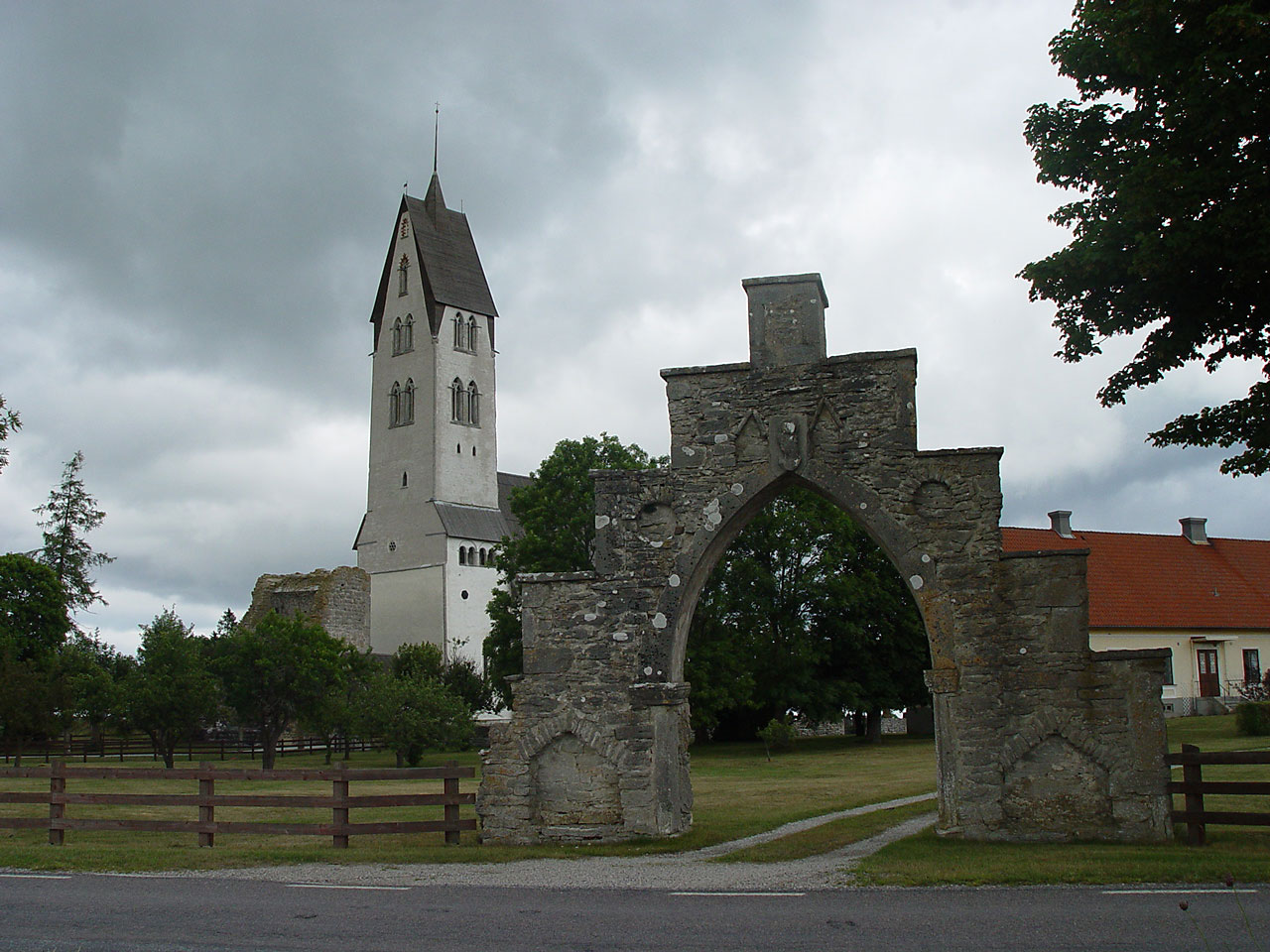
Portal des mittelalterlichen Pfarrhofes
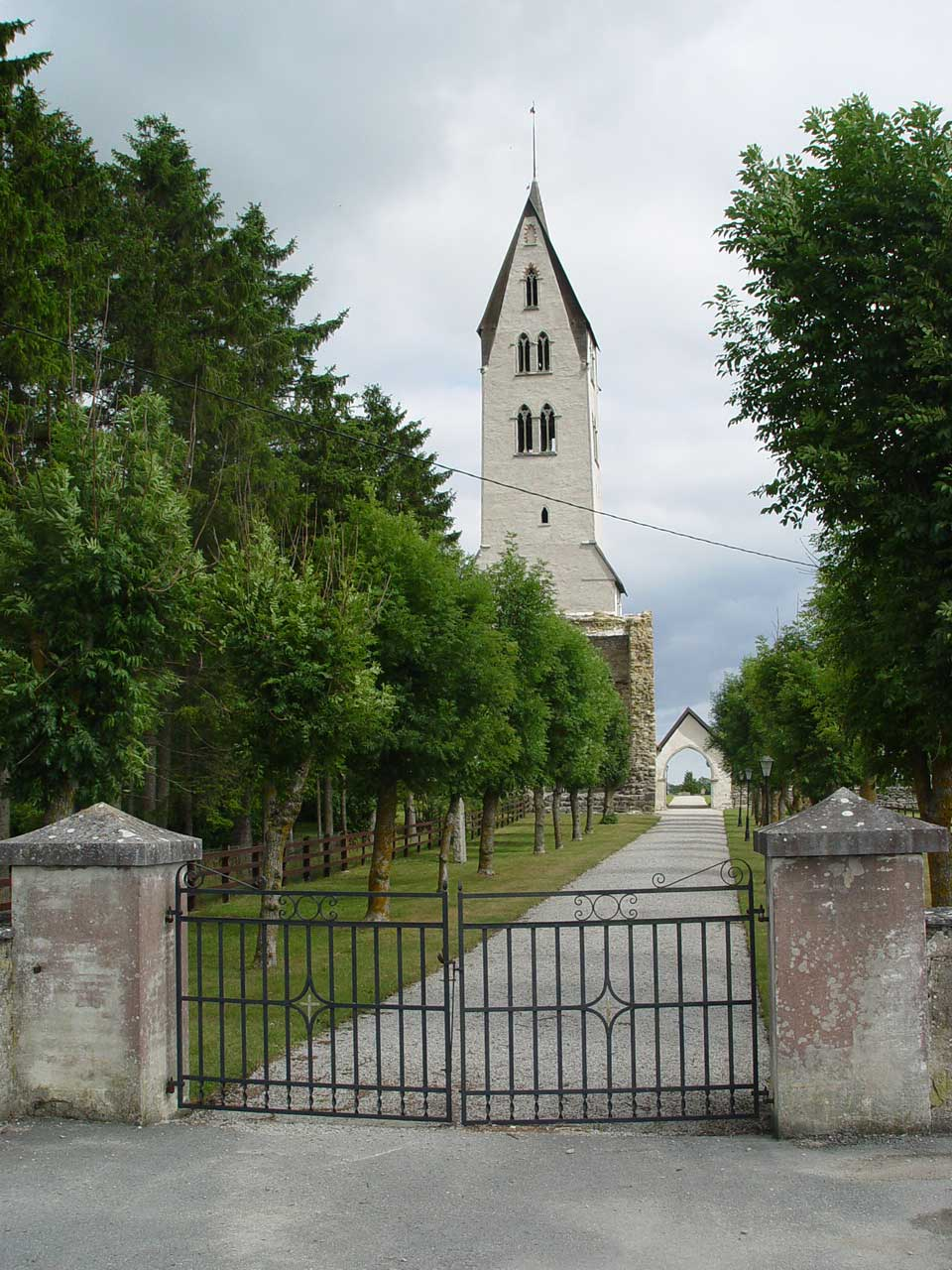
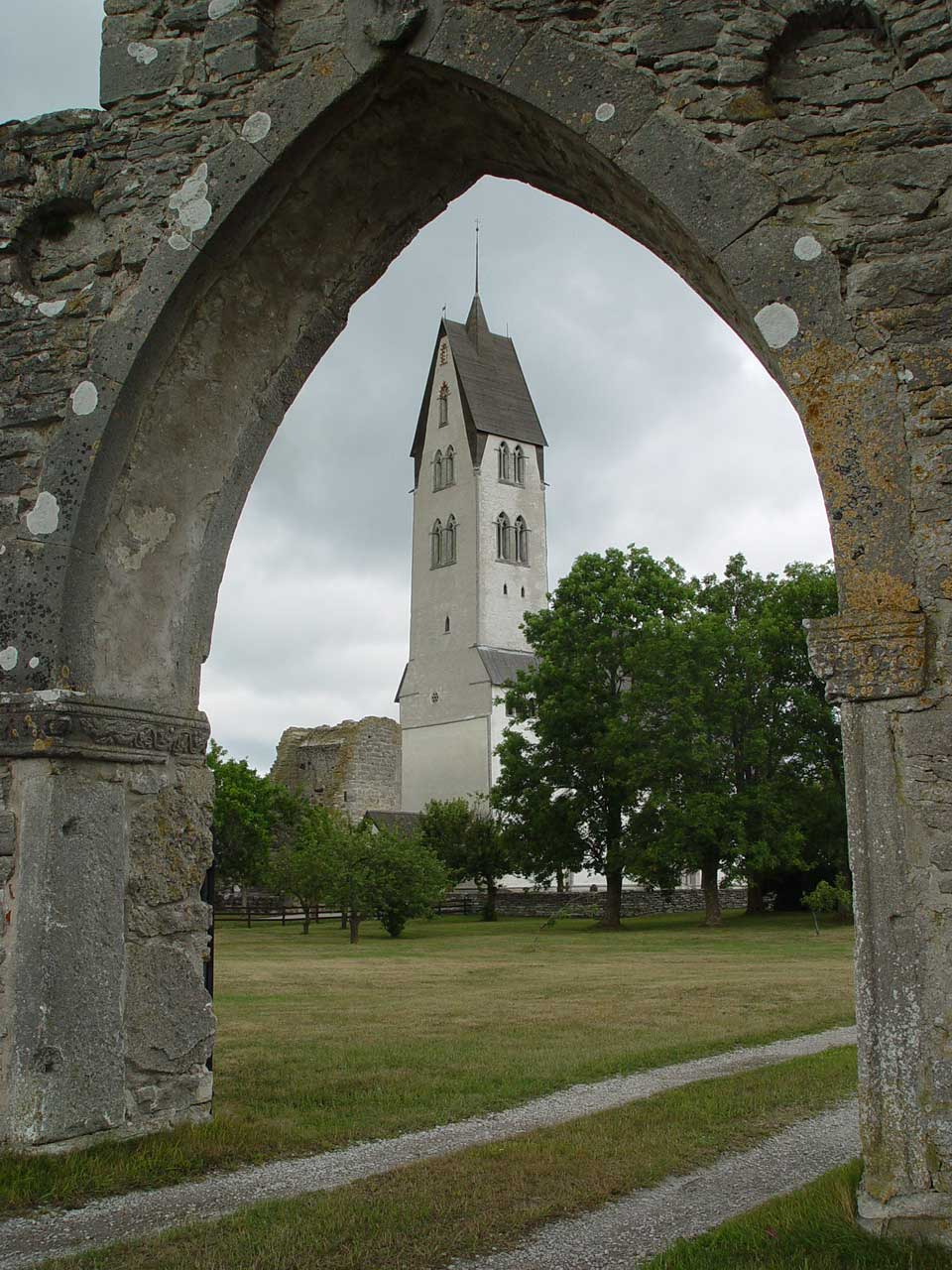
Kirche durch das Portal des mittelalterlichen Pfarrhofes gesehen

## Innenraum
Der Innenraum ist reich mit Kalkmalereien aus dem 14. Jahrhundert verziert. Ein deutscher Künstler hat einen Fries gemalt, worauf man Bilder aus der Kindheit Jesu und von der Passion sehen kann. 2006/2007 wurde die Kirche im Inneren restauriert. Dabei wurden früher übermalte Kalkmalereien freigelegt. Das bemerkenswerteste dabei gefundene Bild zeigt den Papst, Jesus und Mohammed, was im Zusammenhang mit der Karikaturdebatte eine gewisse Aufmerksamkeit in den Medien erzielte.
Unter der Kirche wurden Reste einer älteren Steinkirche gefunden. Außerdem steht die Kirche auch auf Resten einer Wehrturmruine aus dem 12. Jahrhundert.

## Der Bildstein
Vor dem Altar der Kirche liegt ein sehr großer stark abgenutzter Bildstein. Der riesige behauene Block wurde wahrscheinlich wegen seiner Breite und seiner glatt geschlagenen Schauseite ausgewählt. Bemerkenswert ist nicht seine Fundlage – in der Kirche von Väskinde liegen Teile eines Riesensteines an der gleichen Stelle (Höhe mehr als 355 cm) –, sondern sein Bildinhalt. Die nur fragmentarisch erhaltenen Bilder, unterscheiden sich von allem, was von der variationsreichen Bildsteinkunst überkommen ist. Auf dem Stein hat man ein oder mehrere Schiffe dargestellt, von denen wenigstens eines gemusterte Segel zeigt. Scheibenförmige auf Kegeln stehende Gegenstände unter dem Segel und auf dem schlanken Rumpf stellen möglicherweise Schilde dar. Das schadhafte Flechtwerkmuster unten deutet vermutlich Wogenspitzen eines aufgerührten Meeres an. 

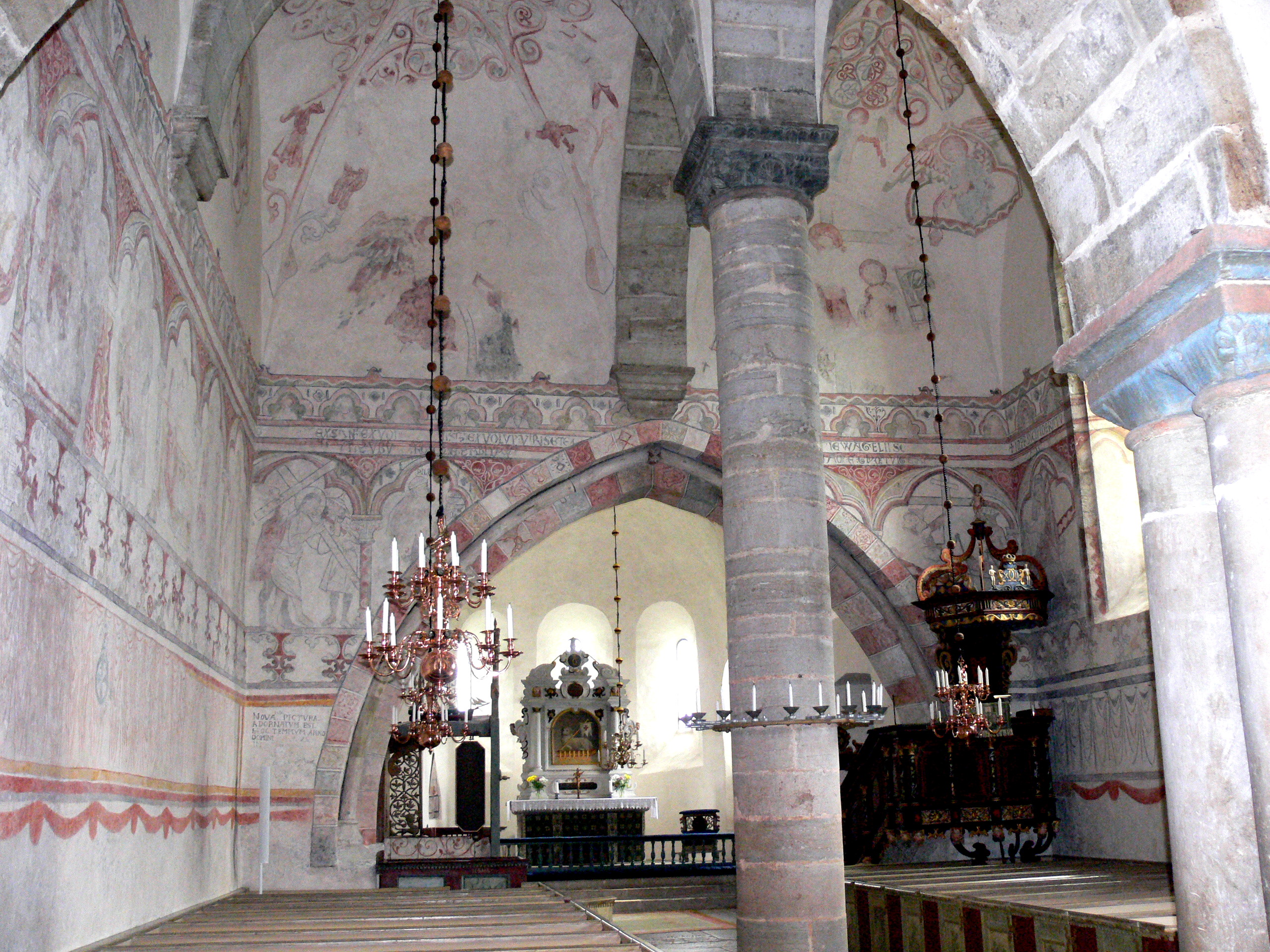
Langhaus mit gotischer Bemalung
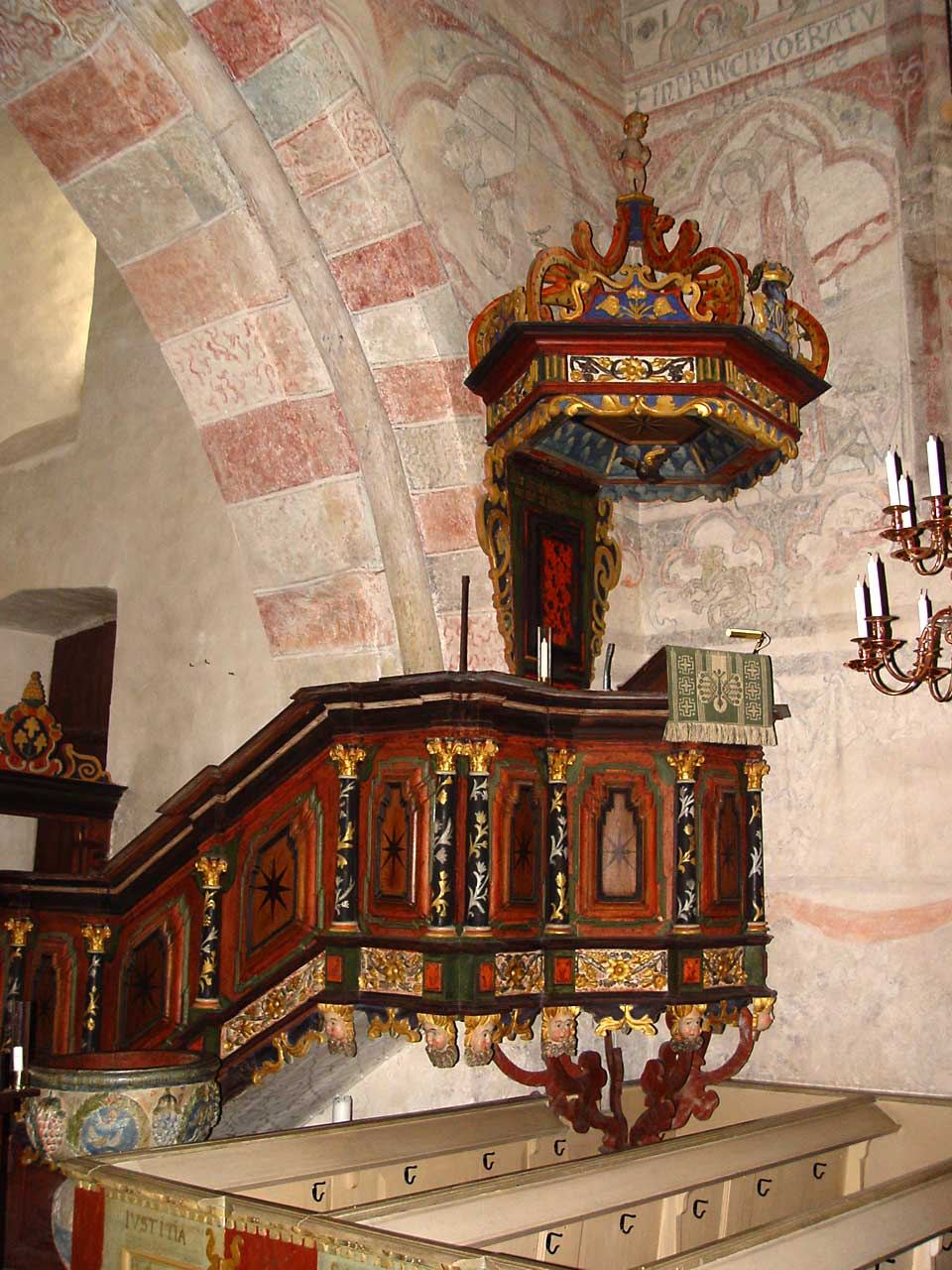
Kanzel von 1709
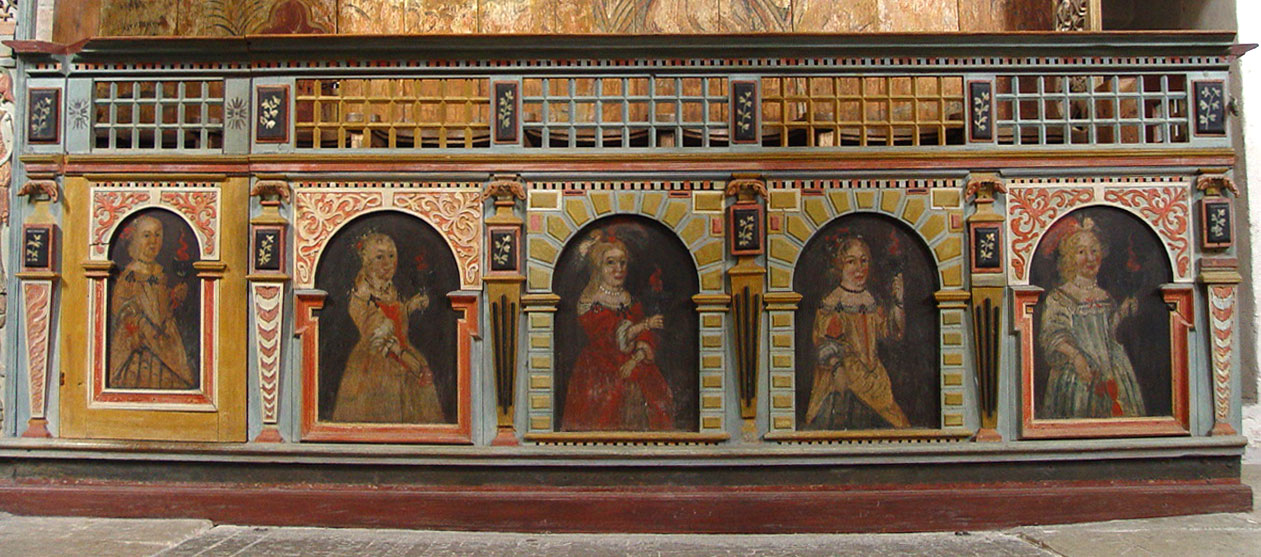
Chorgestühl aus dem 14. Jh. mit den Fünf klugen Jungfrauen
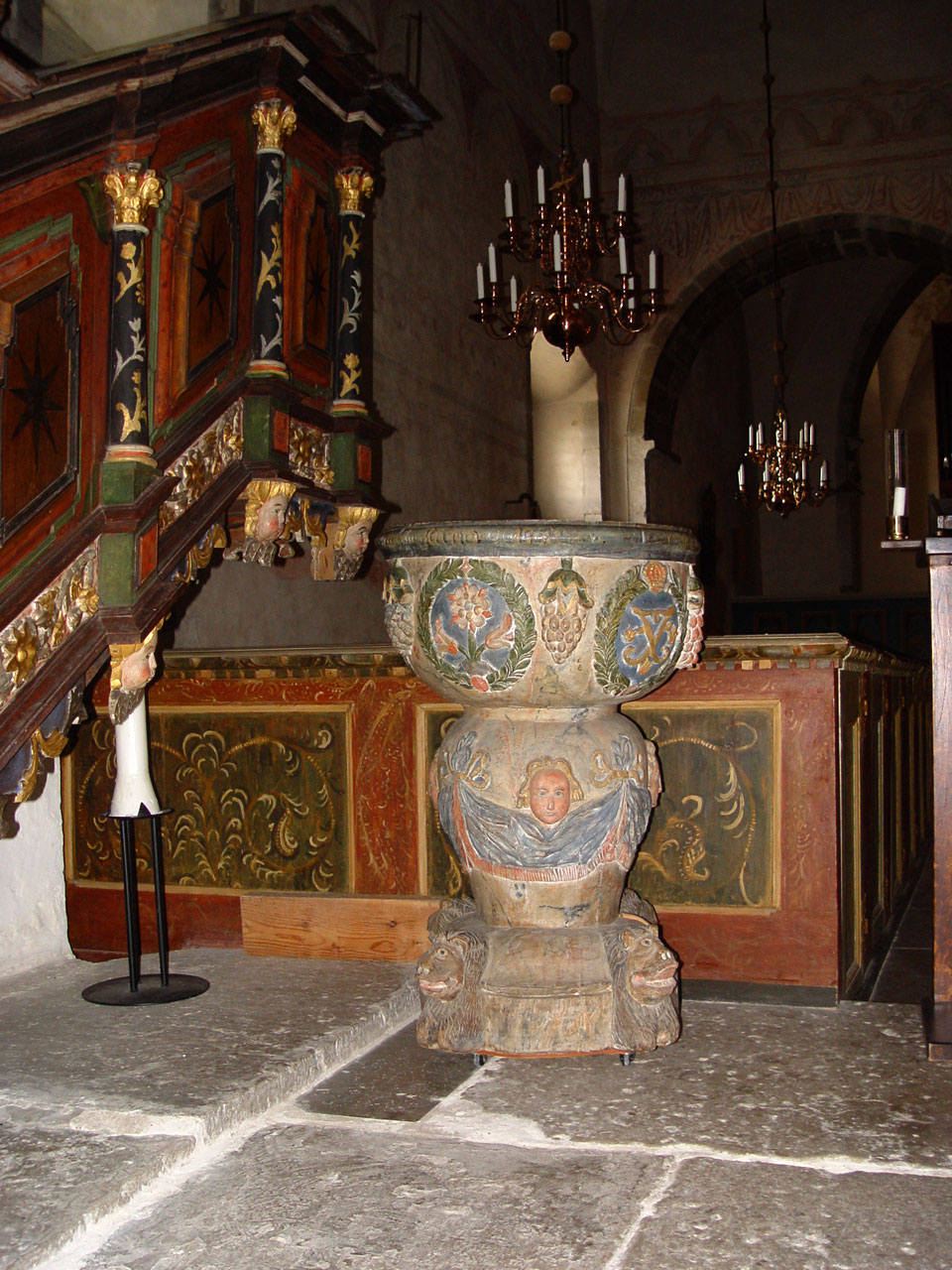
Taufbecken